# Giro del Belgio 2006
Il Giro del Belgio 2006, settantaseiesima edizione della corsa, si disputò in cinque tappe tra il 24 e il 28 maggio 2006, su un percorso di 875,3 km. Fu vinto dall'olandese Maarten Tjallingii.

## Tappe
| Tappa  | Data      | Percorso                       | km    | Vincitore di tappa | Leader cl. generale |
| ------ | --------- | ------------------------------ | ----- | ------------------ | ------------------- |
| 1ª     | 24 maggio | Ostenda > Ostenda              | 180,9 | Maarten Tjallingii | Maarten Tjallingii  |
| 2ª     | 25 maggio | Ostenda > Knokke-Heist         | 180,5 | Tom Boonen         | Maarten Tjallingii  |
| 3ª-1ª  | 26 maggio | Buggenhout (Cron. individuale) | 15,9  | Stijn Devolder     | Maarten Tjallingii  |
| 3ª-2ª  | 26 maggio | Buggenhout > Londerzeel        | 111,7 | Tom Boonen         | Maarten Tjallingii  |
| 4ª     | 27 maggio | Londerzeel > Huy               | 203,6 | Niki Terpstra      | Maarten Tjallingii  |
| 5ª     | 28 maggio | Huy > Putte                    | 182,7 | Gert Steegmans     | Maarten Tjallingii  |
| Totale | Totale    | Totale                         | 875,3 |                    |                     |

## Squadre e corridori partecipanti
| N.    | Cod. | Squadra                   |
| ----- | ---- | ------------------------- |
| 1-8   | QSI  | Quick Step-Innergetic     |
| 11-18 | DVL  | Davitamon-Lotto           |
| 21-28 | DSC  | Discovery Channel         |
| 31-38 | UNI  | Unibet.com                |
| 41-48 | PAN  | Ceramica Panaria-Navigare |
| 51-58 | JAC  | Chocolade Jacques         |
| 61-68 | LAN  | Landbouwkrediet-Colnago   |
| 71-78 | SKS  | Skil-Shimano              |
| 81-88 | JAR  | Jartazi-7Mobile           |

| N.      | Cod. | Squadra                         |
| ------- | ---- | ------------------------------- |
| 91-98   | UBB  | Ubbink-Syntec Cycling Team      |
| 101-108 | BLV  | Bodysol-Win for Life            |
| 111-117 | TEN  | Tenax-Salmilano                 |
| 121-128 | RB3  | Rabobank Continental Team       |
| 131-138 | LPR  | Team LPR                        |
| 141-148 | PCW  | Pôle Continental                |
| 151-158 | ABM  | Yawadoo-Colba-ABM               |
| 161-168 | PZC  | Profel Ziegler Continental Team |

## Dettagli delle tappe

### 1ª tappa
- 24 maggio: Ostenda > Ostenda – 180,9 km

Risultati
| Pos. | Corridore          | Squadra       | Tempo    |
| ---- | ------------------ | ------------- | -------- |
| 1    | Maarten Tjallingii | Skil-Shimano  | 4h07'57" |
| 2    | Tom Boonen         | Quick Step    | a 19"    |
| 3    | Max van Heeswijk   | Discovery Ch. | s.t.     |

| Pos. | Corridore          | Squadra       | Tempo    |
| ---- | ------------------ | ------------- | -------- |
| 1    | Maarten Tjallingii | Skil-Shimano  | 4h07'43" |
| 2    | Tom Boonen         | Quick Step    | a 27"    |
| 3    | Max van Heeswijk   | Discovery Ch. | a 29"    |

### 2ª tappa
- 25 maggio: Ostenda > Knokke-Heist – 180,5 km

Risultati
| Pos. | Corridore        | Squadra       | Tempo    |
| ---- | ---------------- | ------------- | -------- |
| 1    | Tom Boonen       | Quick Step    | 4h01'41" |
| 2    | Max van Heeswijk | Discovery Ch. | s.t.     |
| 3    | Gert Steegmans   | Davitamon     | s.t.     |

| Pos. | Corridore          | Squadra       | Tempo    |
| ---- | ------------------ | ------------- | -------- |
| 1    | Maarten Tjallingii | Skil-Shimano  | 8h09'24" |
| 2    | Tom Boonen         | Quick Step    | a 17"    |
| 3    | Max van Heeswijk   | Discovery Ch. | a 23"    |

### 3ª tappa-1ª semitappa
- 26 maggio: Buggenhout – Cronometro individuale – 15,9 km

Risultati
| Pos. | Corridore             | Squadra       | Tempo  |
| ---- | --------------------- | ------------- | ------ |
| 1    | Stijn Devolder        | Discovery Ch. | 19'37" |
| 2    | Leif Hoste            | Discovery Ch. | a 4"   |
| 3    | Jurgen Van Den Broeck | Discovery Ch. | a 15"  |

| Pos. | Corridore          | Squadra        | Tempo    |
| ---- | ------------------ | -------------- | -------- |
| 1    | Maarten Tjallingii | Skil-Shimano   | 8h29'37" |
| 2    | Kai Reus           | Rabobank Cont. | a 22"    |
| 3    | Tom Boonen         | Quick Step     | a 25"    |

### 3ª tappa-2ª semitappa
- 26 maggio: Buggenhout > Londerzeel – 111,7 km

Risultati
| Pos. | Corridore        | Squadra       | Tempo    |
| ---- | ---------------- | ------------- | -------- |
| 1    | Tom Boonen       | Quick Step    | 2h33'26" |
| 2    | Max van Heeswijk | Discovery Ch. | s.t.     |
| 3    | Baden Cooke      | Unibet.com    | s.t.     |

| Pos. | Corridore          | Squadra      | Tempo     |
| ---- | ------------------ | ------------ | --------- |
| 1    | Maarten Tjallingii | Skil-Shimano | 11h03'03" |
| 2    | Tom Boonen         | Quick Step   | a 15"     |
| 3    | Sébastien Rosseler | Quick Step   | a 26"     |

### 4ª tappa
- 27 maggio: Londerzeel > Huy – 203,6 km

Risultati
| Pos. | Corridore     | Squadra         | Tempo    |
| ---- | ------------- | --------------- | -------- |
| 1    | Niki Terpstra | Ubbink          | 4h56'22" |
| 2    | Nico Sijmens  | Landbouwkrediet | a 2"     |
| 3    | Nick Nuyens   | Quick Step      | a 4"     |

| Pos. | Corridore          | Squadra       | Tempo     |
| ---- | ------------------ | ------------- | --------- |
| 1    | Maarten Tjallingii | Skil-Shimano  | 16h02'36" |
| 2    | Sébastien Rosseler | Quick Step    | a 26"     |
| 3    | Max van Heeswijk   | Discovery Ch. | a 55"     |

### 5ª tappa
- 28 maggio: Huy > Putte – 182,7 km

Risultati
| Pos. | Corridore        | Squadra       | Tempo    |
| ---- | ---------------- | ------------- | -------- |
| 1    | Gert Steegmans   | Davitamon     | 4h15'36" |
| 2    | Max van Heeswijk | Discovery Ch. | s.t.     |
| 3    | Tom Boonen       | Quick Step    | s.t.     |

| Pos. | Corridore          | Squadra       | Tempo     |
| ---- | ------------------ | ------------- | --------- |
| 1    | Maarten Tjallingii | Skil-Shimano  | 20h18'15" |
| 2    | Sébastien Rosseler | Quick Step    | a 32"     |
| 3    | Max van Heeswijk   | Discovery Ch. | a 44"     |

## Evoluzione delle classifiche
| Tappa              | Vincitore          | Classifica generale Maglia nera | Classifica a punti Maglia gialla | Classifica sprint Maglia rossa | Classifica scalatori  | Classifica a squadre  |
| ------------------ | ------------------ | ------------------------------- | -------------------------------- | ------------------------------ | --------------------- | --------------------- |
| 1ª                 | Maarten Tjallingii | Maarten Tjallingii              | Maarten Tjallingii               | Sébastien Rosseler             | ?                     | Quick Step-Innergetic |
| 2ª                 | Tom Boonen         | Maarten Tjallingii              | Tom Boonen                       | Marlon Pérez                   | ?                     | Quick Step-Innergetic |
| 3ª-1ª              | Stijn Devolder     | Maarten Tjallingii              | Tom Boonen                       | Marlon Pérez                   | ?                     | Quick Step-Innergetic |
| 3ª-2ª              | Tom Boonen         | Maarten Tjallingii              | Tom Boonen                       | Marlon Pérez                   | ?                     | Quick Step-Innergetic |
| 4ª                 | Niki Terpstra      | Maarten Tjallingii              | Tom Boonen                       | Marlon Pérez                   | Jurgen Van Den Broeck | Quick Step-Innergetic |
| 5ª                 | Gert Steegmans     | Maarten Tjallingii              | Tom Boonen                       | Marlon Pérez                   | Jurgen Van Den Broeck | Quick Step-Innergetic |
| Classifiche finali | Classifiche finali | Maarten Tjallingii              | Greg Van Avermaet                | Greg Van Avermaet              | Jurgen Van Den Broeck | Quick Step-Innergetic |

## Classifiche della corsa

### Classifica generale
| Pos. | Corridore          | Squadra     | Tempo     |
| ---- | ------------------ | ----------- | --------- |
| 1    | Maarten Tjallingii | Skil-Shim.  | 20h18'15" |
| 2    | Sébastien Rosseler | Quick Step  | a 32"     |
| 3    | Max van Heeswijk   | Discovery   | a 44"     |
| 4    | Tom Boonen         | Quick Step  | a 51"     |
| 5    | Gert Steegmans     | Davitamon   | a 1'25"   |
| 6    | Mychajlo Chalilov  | LPR         | a 1'27"   |
| 7    | Niko Eeckhout      | Ch. Jacques | a 1'36"   |
| 8    | Sven Nys           | Rabobank C. | a 1'43"   |
| 9    | Steven de Jongh    | Quick Step  | a 2'09"   |
| 10   | Frédéric Amorison  | Landbouwkr. | a 2'11"   |

### Classifica a punti
| Pos. | Corridore          | Squadra       | Punti |
| ---- | ------------------ | ------------- | ----- |
| 1    | Tom Boonen         | Quick Step    | 107   |
| 2    | Max van Heeswijk   | Discovery Ch. | 102   |
| 3    | Maarten Tjallingii | Skil-Shimano  | 77    |
| 4    | Baden Cooke        | Unibet.com    | 77    |
| 5    | Gert Steegmans     | Davitamon     | 71    |

### Classifica scalatori
| Pos. | Corridore             | Squadra       | Punti |
| ---- | --------------------- | ------------- | ----- |
| 1    | Jurgen Van Den Broeck | Discovery Ch. | 37    |
| 2    | Marlon Pérez          | Tenax         | 31    |
| 3    | Jarno Van Mingeroet   | Jartazi       | 12    |
| 4    | Laurens ten Dam       | Unibet.com    | 12    |
| 5    | Nick Nuyens           | Quick Step    | 12    |

### Classifica sprint
| Pos. | Corridore          | Squadra         | Punti |
| ---- | ------------------ | --------------- | ----- |
| 1    | Marlon Pérez       | Tenax           | 43    |
| 2    | Kevin Neirynck     | Landbouwkrediet | 24    |
| 3    | Laurens ten Dam    | Unibet.com      | 19    |
| 4    | Roger Hammond      | Discovery Ch.   | 14    |
| 5    | Sébastien Rosseler | Quick Step      | 13    |

### Classifica a squadre
| Pos. | Squadra                   | Tempo     |
| ---- | ------------------------- | --------- |
| 1    | Quick Step-Innergetic     | 48h03'52" |
| 2    | Rabobank Continental Team | a 6'29"   |
| 3    | Unibet.com                | a 8'39"   |
| 4    | Davitamon-Lotto           | a 19'39"  |
| 5    | Skil-Shimano              | a 20'33"  |